# Fijistern
De Fijistern (Onychoprion lunatus; synoniem: Sterna lunata) is een zeevogel uit de familie Laridae (meeuwen) en de geslachtengroep sterns (Sternini).

## Verspreiding en leefgebied
Deze soort komt voor op de eilanden van de zuidwestelijke Grote Oceaan.

## Status
De grootte van de populatie wordt geschat tussen de 100 duizend en één miljoen vogels. Op de Rode lijst van de IUCN heeft deze soort de status niet bedreigd.